# 少年刑警
《少年刑警》是由安童夕馬負責原作，由朝基勝士負責作畫。於2006年開始在「週刊少年Magazine」上連載的日本漫畫作品。
2008年7月8日開始於富士電視台播放電視劇。

## 故事簡介
有著一張可愛的娃娃臉,少年組新人刑警（連載剛開始時於派出所執勤）的柴田竹虎擁有易被誤認為初中生的外表，但是他比誰都更富有正義感，衷心相信犯過錯的少年會改過自新。游走各種各樣的罪案，全力拯救被捲進的青少年。主角竹虎是個充滿正義感和勇氣，努力幫助偏差青少年的刑警，是很正面的一部作品。

## 登場人物

### 主要登場人物
柴田竹虎（しばた たけとら）
故事主角、22歳。隸屬高圓寺警察署生活安全課的少年組，雖然是警察官，但如果穿上便服加上那娃娃臉，令他常被人誤認為初中生（或是比較高的小學生）而被敲詐勒索。年幼時常被人欺負，現在則是劍術高手，是全日本大會的最年少的冠軍。衷心相信犯過錯的少年會更新改過。他亦是高圓寺警察署女警察全體人員的偶像。
憧憬成為刑警，期盼分配到生活安全課的少年組。因為解決寶生美月的事件而被千葉櫻提拔，成為生活安全課的一員。
擁有死神之眼，被他看到有出現死神之手的人，二十四小時之內會死亡。高中時意外令仁木時生死亡，之後在解救藤木小次郎時頭部受傷而覺醒死神之眼，認為是仁木時生遺留的
不知為何受小貓和兔子等小動物的喜愛，本人認為是因為同是弱小的。
電視劇為24歲，現時住在小次郎的服裝店2樓。
寶生美月（ほうしょう みづき）
原本是一位女高生。因為在藤木的店舖扒竊而與竹虎他們認識，本來對竹虎有些討厭，但逐漸融洽。在家內常被原是黑社會的父親虐待，高中也因父親的惡行而退學。在與竹虎認識的那一天，她的父親殺了人，美月為了作出不再吸毒品承諾的父親而頂罪，但父親再次吸食毒品而想犧牲自己的生命，最後竹虎及時阻止。在父親被捕後與竹虎一起居住，為竹虎製作盒飯，但她飯菜十分難吃。自稱「小虎的老婆」。最後在幽靈商事事件雙眼被滴入一種藥劑而到致失明，在故事的結局和竹虎在一起，在湖靠倚靠在竹虎肩膀小睡時，突然出現死神之手，輕撫美月的眼睛後，得以復明。
藤木小次郎（ふじき こじろう）
以前是人稱「杉並最兇惡」的「Helter Skelter」的老大，現在是舊衣店的店長，曾被竹虎救回一命。與竹虎是好朋友，亦知道竹虎的能力。和竹虎是國中同學。
楠木裕二（くすのき ゆうじ）
升學率高的升學學校優等生，但因包庇偷竊的朋友朝倉茂樹而被退學。也因偷竊而被新莊徹輔導，對於新莊徹的不信任懷恨，因此策劃炸毀校舍，因為竹虎對自己相信到最後而棄，現在與朝倉到定時制高校上學。經常以高超的電腦能力協助竹虎破案。在第12集幫美月修機車，美月以高超繪畫能力畫了一幅裕二的肖像畫送他，他因此喜歡上美月。
白豚新介（はくと しんすけ）
藤木店舖的店員。常坐在縫紉機旁，被美月和小次郎稱為白豬。

### 高圓寺警察署
高倉
生活安全課課長
鮎川環（あゆかわ たまき）
隸屬交通管理課。稍微對竹虎有好感，擔心竹虎跟別人說話。後來調到生活安全課少年組
千葉櫻（ちば さくら）
生活安全課少年組組長。因為竹虎在寶生美月的事件有功，提拔他成為生活安全課。對他的工作帶著期待和不安，所以至今對他也沒有評價。總是會命令及包庇他的臥底行為。
新庄 徹（しんじょう とおる）
少年組的刑警。竹虎的指導員，但討厭他總是為人著想。認為犯罪的少年不可能悔改，因此不滿柴田竹虎的行為，但最後也有被影響試著了解犯罪的少年

### 鬼神事件的登場人物
武良廣海（むら ひろみ）
高圓寺第八初中的3年B組的學生，轉校生，發願要有一個能回憶的學校生活，因此重整3年B組的秩序。高中與町田同級，其後和楠木他們同樣是到定時制高校上學。是一個深不可測的人物，腦子裡讓人摸不清，對事情都有銳利的洞察力，因為河東創立幽靈商事害死莉卡而想動手殺他，最後竹虎跳出檔下子彈。
河東學人（かとう がくと）
就讀高圓寺第八初中的3年B組，平時是頑皮的學生。他的真正身份是網絡盜竊集團"鬼神"的首領，被竹虎打開心窗後，被送往少年看守所生活。在小時後被父母丟棄，其父母每個月寄一千元給他，但至今仍然沒回來看過他，之後又創立犯罪集團幽靈商事任鑽石幽靈
町田莉卡（まちだ りか）
高圓寺第八初中的3年B組的學生，自稱「莉卡娃娃的莉卡」。對轉校來的竹虎非常有好感，牙齒因吸毒而脫落。曾因販售毒品進入少年觀護所，有戒毒，出來後勸說其他繼續販毒的人，叫他們不要再做，最後在幽靈商事事件為了調查而被殺
金子
高圓寺第八初中的3年B組的學生，曾經欺負過同班同學毛利，後來武良打敗他，此後有半年不上學曠課，竹虎利用鬼神的電郵而参加學校旅行，最後於水桶接力救火中打開心窗。
毛利
曾被金子欺負，手臂被刺大便刺青，在幽靈商事事件代替河東學人假冒鑽石幽靈而被捕
太刀川香苗（たちかわ かなえ）
高原寺第八國中的保健室老師

### 少女賣春事件的登場人物
八木由梨亞（やぎ ゆりあ）
小學生，經過化妝打扮以後，可以被人誤以為是高中生，甚至是大人。
因為想在母親生日時送母親一雙新鞋，所以隱瞞年齡應徵了女僕咖啡廳的打工。
結果在久間司的介紹下，擔任白羊醫生的畫室模特兒，在抵抗白羊的性侵時，失手用剪刀刺死了白羊。
為不拖累家人，曾一度尋死。
在女僕咖啡廳認識的喬尼大人(白豚新介)，因為擔心她而意外成了事件第一發現人，並努力保護她，將事情託付給竹虎。且於危機中拯救了她。
久間司（くま つかさ）
父親是有名的久間律師，本身為法科學生。
引誘相當多的無知女孩走上不歸路。
是本案的軸心人物，給予由梨亞自殺的想法。
也是產生天使的關鍵人物。
輪島秀一（わじま しゅういち）
女僕咖啡廳的店長
朽網五郎（くさみ ごろう）
色狼醫生，想性侵八木由梨亞，結果意外被自己的剪刀刺死
田邊美香繪（たなべ みかえ）
因為名字和大天使米迦勒音似，因此代號天使。
高中生，與由梨亞相反，經過化妝以後，可以扮成小學生。
因為父親的性生活混亂，導致觀念偏差。
原本只是扮成小羅莉援交，在遇到久間司之後，接受久間司的提議，開始將父親補習班的小學女生介紹到女僕咖啡廳，負責賣春女孩的來源。

### 毒品販售事件登場人物
生野彌生
跟莉卡買毒品的少女
針本真弓
服飾店店員
宍戶一郎
服飾店店員，送客人滲有毒品的糖果
山本
服飾店店員

### 全家自殺事件的登場人物
小泉順一郎
家境原本很好，後來父母因生意轉差且無法償還借貸，決定全家自殺。因為遇上女警鮎川環，而逃過一劫。

### 匯款詐欺事件的登場人物
芳一
十八歲，無法忍受朋友的背叛，在此次打架中，失去左耳，因此被牢友稱做芳一(無耳芳一)。
老鼠
17歲，其真實身分是匯款詐欺集團的主犯CEO，因為別的事件進入少年監獄，後來與竹虎順利逃獄，在雜貨店老太太的感化下，了解自己的所作所為，且在集團的叛變中獲得竹虎的幫助，於是決定自首。
伽利略
19歲，知名大學的學生，因為強姦男中學生致死而進入少年監獄。
冰糖
16歲，因為吸食興奮劑而進入少年監獄。

### 汽油縱火事件登場人物
丸山秀文
汽油縱火男，在升學名校中因成績在後段而怨恨社會，決定縱火報復，其實沒有勇氣點火，但在速食店倒的汽油被路過的車上的人丟菸蒂點燃，導致朝倉被燒傷，最後在眾人及電視攝影機面前懺悔，說出自己的事
里沙
丸山被圍觀群眾扔瓶罐時出來保護他的少女，之前在學校叫別人欺負人，後來被排擠

### 偷拍事件登場人物
青山流香
某女校學生，偷拍的少女，後在少女姦殺事件中被殺害
名波友繪
流香的同學，偷拍的少女，流香被殺後不敢一個人上學，竹虎叫其他同學幫忙克服心理障礙
阿英
想逼迫流香和友繪賣淫的男子
阿俊
想逼迫流香和友繪賣淫的男子

### 少女姦殺事件登場人物
惠美
流香和友繪的同班同學，第一個被姦殺的少女
齊藤
高園寺署的網路警察，姦殺少女的兇手

### 幽靈商事事件登場人物
某女高中生
翹家後在一家餐廳吃霸王餐被竹虎抓到，道出幽靈商事的事
早紀
某旅遊網站的站長，因為受傷，所以照片都是從網路上下載的或是哥哥去拍的
康介
早紀的哥哥，有一次騎機車載早紀出車禍，導致他受傷
美緒
跳樓自殺的女學生，受不了網路批評他的言論而自殺，自殺是幽靈商事教唆的
中村
銀幽靈，從事匯款詐欺
近藤
銀幽靈，從事超商搶劫
中里亞希子
之前跟莉卡一起販毒的少女，在幽靈商事使用假名南明菜，最後被殺(施打過量快速丸)
HARUNA
白金幽靈，被殺
NAOTO
白金幽靈，被殺

### 其他
朝倉茂樹（あさくら）
與楠木一就讀升學學校，不過成績平平。因為偷竊而變得非常緊張，在包庇自己偷竊的事件中得到反省，並且退學。與楠木一起到定時制高校上學。為了對偷竊的補償，正在努力掙錢賠償。
森澤秋美（もりさわ あけみ）
和小次郎、竹虎國中同班的女生，似乎曾和小次郎交往過。
喜歡照顧動物。
久間吾郎
少女賣淫事件中久間司的父親，是知名律師
上杉巡查
搜查一課的警察，在少女賣淫事件及少女姦殺事件登場
八木麻里亞
少女賣淫事件八木由梨亞的姊姊，由梨亞出事後幫助她逃跑
西崎警部補
幽靈商事事件參與搜查的警視廳的警察
日影明彥
少年時曾炸死西崎的妻子和獨生女以及竹虎的父親，出獄後成為律師，專門負責重大少年案件，勸少年改過向善，少年出獄後幫助他們回歸社會
河東曾誤認他是自己的親生父親，被河東打倒在地後意外被破碎的酒瓶刺中頸動脈而死
仁木時生
竹虎中學時劍道社的朋友，畢業後帶人到學校鬧事，跟竹虎打鬥時意外被刺死

## 用語解説
死神之手
竹虎說是「把人拉到死亡世界」的手，在竹虎過去時的臨死體驗後擁有的特殊能力。在電視劇中竹虎的瞳孔會稍微變為白色。
Helter Skelter
以前是由小次郎領導的暴力團體，到現在小次郎仍有很強的影響力，只要一聲令下就可以招集人馬。

## 出版書籍
| 集數 | 講談社         | 講談社                 | 東立出版社     | 東立出版社             |
| 集數 | 發售日期       | ISBN                   | 發售日期       | ISBN                   |
| ---- | -------------- | ---------------------- | -------------- | ---------------------- |
| 1    | 2007年5月17日  | ISBN 978-4-06-363834-9 | 2007年12月7日  | ISBN 978-986-10-0942-1 |
| 2    | 2007年7月17日  | ISBN 978-4-06-363859-2 | 2007年12月13日 | ISBN 978-986-10-0943-8 |
| 3    | 2007年9月14日  | ISBN 978-4-06-363894-3 | 2008年1月14日  | ISBN 978-986-10-0944-5 |
| 4    | 2007年11月16日 | ISBN 978-4-06-363918-6 | 2008年3月19日  | ISBN 978-986-10-1037-3 |
| 5    | 2008年2月15日  | ISBN 978-4-06-363953-7 | 2008年7月16日  | ISBN 978-986-10-1494-4 |
| 6    | 2008年5月16日  | ISBN 978-4-06-363988-9 | 2008年7月31日  | ISBN 978-986-10-1915-4 |
| 7    | 2008年7月17日  | ISBN 978-4-06-384013-1 | 2008年12月12日 | ISBN 978-986-10-2221-5 |
| 8    | 2008年9月17日  | ISBN 978-4-06-384044-5 | 2009年2月25日  | ISBN 978-986-10-2583-4 |
| 9    | 2008年11月17日 | ISBN 978-4-06-384068-1 | 2009年5月6日   | ISBN 978-986-10-2874-3 |
| 10   | 2009年1月16日  | ISBN 978-4-06-384088-9 | 2009年6月3日   | ISBN 978-986-10-3180-4 |
| 11   | 2009年3月17日  | ISBN 978-4-06-384113-8 | 2009年6月30日  | ISBN 978-986-10-3536-9 |
| 12   | 2009年5月15日  | ISBN 978-4-06-384138-1 | 2009年7月22日  | ISBN 978-986-10-3782-0 |
| 13   | 2009年7月17日  | ISBN 978-4-06-384161-9 | 2009年10月6日  | ISBN 978-986-10-4122-3 |
| 14   | 2009年9月17日  | ISBN 978-4-06-384192-3 | 2009年12月7日  | ISBN 978-986-10-4477-4 |
| 15   | 2009年11月17日 | ISBN 978-4-06-384213-5 | 2010年3月2日   | ISBN 978-986-10-4872-7 |

## 電視劇
從2008年7月開始於富士電視台毎星期二夜晚9時播放，標題為《少年刑警～童顏刑事・柴田竹虎～》。

### 主要角色
柴田竹虎（24） - 小池徹平
宝生美月（16） - 大後壽壽花
藤木小次郎（32） - 藤木直人
白豚（23） - 塚地武雅（ドランクドラゴン）
宇崎亭（20） - 聰太郎
楠木裕二（17） - 川野直輝
河東学人（17） - 大東俊介
金澤岳（16） - 三浦涼介
町田理香（17） - 末永遙
武良廣海（17） - 鈴木亮平
毛利文明（17） - 倉貫匡弘
新庄徹(32) - 宮川大輔
南原貫太郎（27） - 内田滋
鮎川環（23） - 南明奈
真鍋夕菜（23） - 松田珠希
宮城芽衣（24） - 近野成美
千葉櫻（40） - 真矢美季

### 客串演出
第1集
- 木下滿男（38） - 今田耕司
- 寶生光彥 - 近江谷太朗

美月的父親
- 池谷 昇 - 椿隆之
- 浦澤 - 八神蓮
- 水元 - 西山宗佑
- 高木 - 山根和馬
- 留美 - 波瑠

第1集 - 第4集
- 處理暴民的探員熊田 - 高橋努（第2集）
- 溝口 - 唐渡亮（第3集）
- 2年B班老師 - 鈴木拓（DRUNK DRAGON）（第1・2・4集）

第5集
- 八木由梨亞 - 小池彩夢
- 由梨亞的父親 - 河野洋一郎
- 由梨亞的母親 - 高久千種
- 熊川興業的男 - 平賀雅臣

落合建夫的親戚。 
- 刑事 - 坂本三成
- 刑事 - 伊藤圭
- 播報員 - 川野良子（富士電視台播報員）

第5集 - 第6集
- 千葉百合 - 原田佳奈
- 生島透子（18） - 志田菜菜子
- 岩城 - 青木伸輔

第7話
- 生野彌生（17） - 大平奈津美
- 宍戸 - 弓削智久

第7集 - 第8集
- 金井正紀 - 木幡龍
- 部下的若宮 - 出口哲也
- 五十嵐 - 桐山漣
- 町田留美子 - 春木美佐世

第9集
- 小杉 - 大河内浩

第9集 - 第10集
- 伊能孝義 - 姜暢雄
- 若林 - 杉浦太雄
- 不動 - 中川真吾
- 舛田 - 藤間宇宙
- 常盤遼子 - 井上和香（第9・10・11集）

第10集
- 寶生光彥 - 近江谷太朗

特別版
- 岩崎 - 加藤雅也
- 西嶋（茂木圭一）- 柄本佑

### 播放日期、副題、收視率
| 集數                                     | 播放日期      | 日文副題 | 中文                                                                                     | 導演     | 收視率 |
| ---------------------------------------- | ------------- | -------- | ---------------------------------------------------------------------------------------- | -------- | ------ |
| 1                                        | 2008年7月8日  |          | 娃娃臉刑警潛入大搜查                                                                     | 佐藤祐市 | 13.0%  |
| 2                                        | 2008年7月15日 |          | 約定，為了你而跳下去                                                                     | 佐藤祐市 | 12.2%  |
| 3                                        | 2008年7月22日 |          | 我絕對不會原諒任何的背叛！                                                               | 石川淳一 | 13.4%  |
| 4                                        | 2008年7月29日 |          | 完結編 原來鬼神就是你                                                                    | 石川淳一 | 14.0%  |
| 5                                        | 2008年8月5日  |          | 潛入女僕咖啡店                                                                           | 佐藤祐市 | 11.7%  |
| 6                                        | 2008年8月12日 |          | 復仇，含淚的最終對決                                                                     | 岩田和行 | 9.6%   |
| 7                                        | 2008年8月19日 |          | 惡魔的誘惑，我一定會拯救你的！                                                           | 石川淳一 | 13.7%  |
| 8                                        | 2008年8月26日 |          | 勇氣，出人意料的脫逃！                                                                   | 佐藤祐市 | 11.3%  |
| 9                                        | 2008年9月2日  |          | 潛入監獄…驚愕的計畫！                                                                    | 岩田和行 | 12.1%  |
| 10                                       | 2008年9月9日  |          | 脫離地獄！團隊最大的危機！                                                               | 石川淳一 | 11.6%  |
| 大結局                                   | 2008年9月16日 |          | 給我們未來的希望…                                                                        | 佐藤祐市 | 15.0%  |
| 童顔刑事! 史上最大的危機特別篇           | 2009年5月9日  |          | 那個童顏刑事回來啦! 連續爆炸與巴士劫持同時發生 “我會保護你” 倒數時限將至避免爆炸拆除成功 | 佐藤祐市 | 15.1%  |
| 再見 童顔刑事!特別篇                     | 2010年5月22日 |          |                                                                                          | 佐藤祐市 | 9.3%   |
| 此為關東地方收視率，由Video Research調查 |               |          |                                                                                          |          |        |

1. ↑  （關東地方颱風停電）

### 主題曲
- Every Little Thing－『あたらしい日々』

### 製作
- 劇本 - 武藤將吾
- 音樂 - 菅野祐悟
- 原案協力 - 綱川順一、吉田武晴、松本則明（講談社「週刊少年Magazine」編輯部）
- 企劃 - 立松嗣章
- 製作人 - 稻田秀樹、柳川由起子
- 導演 - 佐藤祐市、石川淳一、岩田和行
- 制作 - 富士電視台、共同電視台

## 作品的變遷
| 日本富士電視台系列 火九連續劇      | 日本富士電視台系列 火九連續劇              | 日本富士電視台系列 火九連續劇 |
| ---------------------------------- | ------------------------------------------ | ----------------------------- |
|                                    | 少年刑警 （2008.7.8 - 2008.9.16）          |                               |
| 絕對達令 （2008.4.15 - 2008.6.24） | 名人與貧乏太郎 （2008.10.14 - 2008.12.23） |                               |

| 緯來日本台 週一至週五 每晚9點         | 緯來日本台 週一至週五 每晚9點           | 緯來日本台 週一至週五 每晚9點             |
| ------------------------------------- | --------------------------------------- | ----------------------------------------- |
|                                       | 童顏刑事 （2009.8.20 - 2009.9.3）       |                                           |
| 空中急診英雄 （2009.8.5 - 2009.8.19） | 錢與罪 （2009.9.4 - 2009.9.16）         |                                           |
| 戀上吸血鬼 （2010.2.8 - 2010.2.19）   | 童顏刑事(重播) （2010.2.22 - 2010.3.8） | 櫻桃小丸子真人版 （2010.3.9 - 2010.3.12） |

## 外部連結
- 童顏刑警 （页面存档备份，存于）（中文）